# ARP String Ensemble

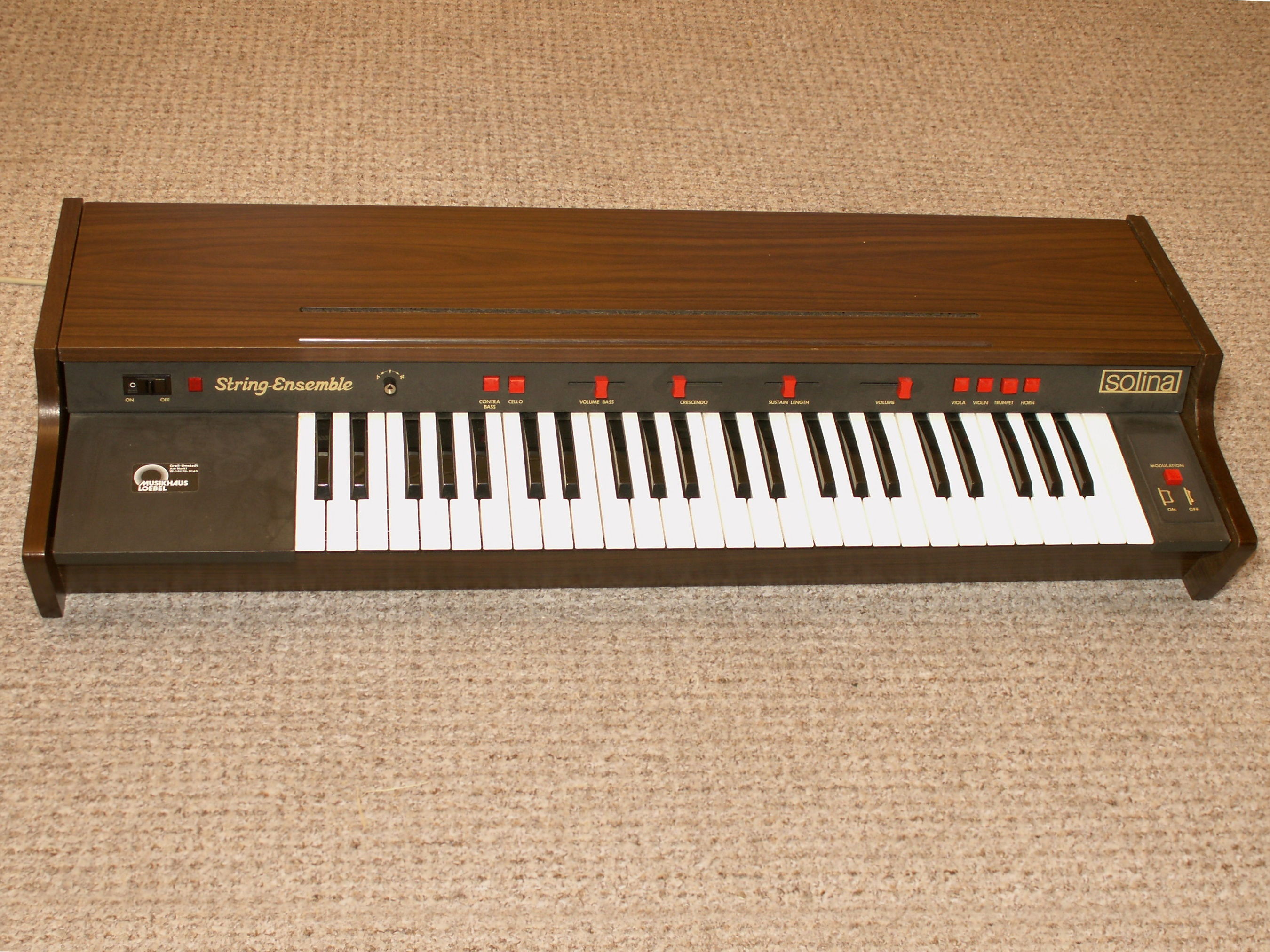
Solina String Ensemble, la versión original de ARP String Ensemble, derivado del órgano de la empresa Eminent.

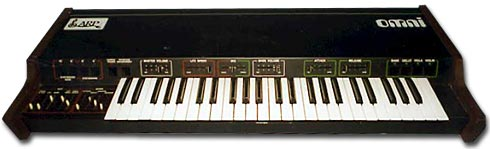
ARP Omni, un sintetizador de ensamble que consiste en cuerdas/polysynth y bajo sintetizado.

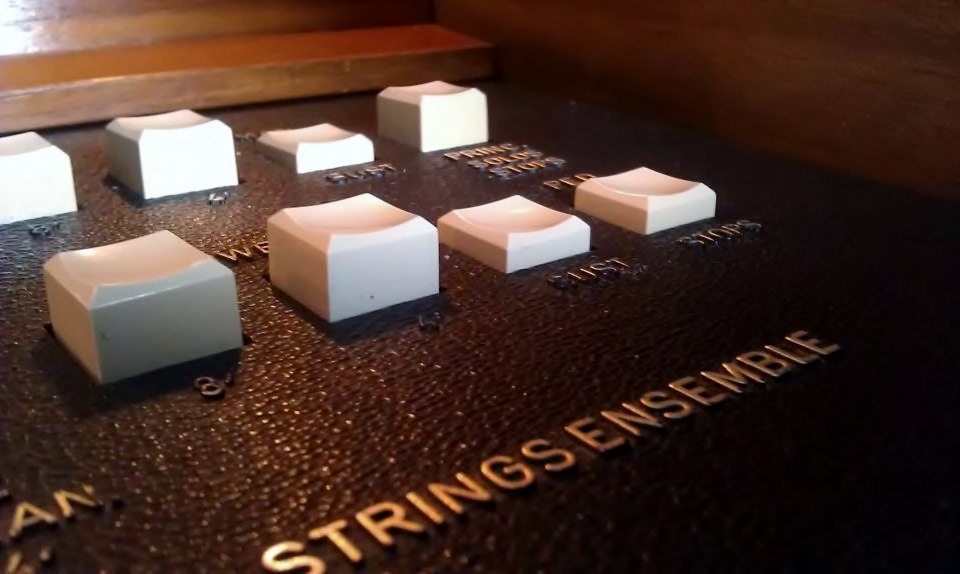
Sección de «ensamble de cuerdas» en el sintetizador Eminent 310 Unique Theatre.

El ensamble de cuerdas ARP String Ensemble ―también conocido como el Solina String Ensemble― es un sintetizador multiorquestal totalmente polifónico con un teclado de 49 teclas (4 octavas), producido por Eminent NV (conocido con la marca Solina), distribuido por ARP Instruments, Inc. entre 1974 y 1981. Posee timbres de violín, viola, trompeta, trompa (corno francés), violonchelo y contrabajo. El teclado utiliza la tecnología de división descendente al estilo órgano para convertirse en polifónico (se pueden ejecutar varias teclas al mismo tiempo). El efecto de chorus incorporado da al instrumento su famoso sonido.

## Tecnología
La tecnología central se basa en la sección de cuerdas que poseía el órgano electrónico Eminent 310 (creado de 1972), que fabricaba por la compañía neerlandesa Eminent NV.
El oscilador principal se compone de doce generadores de tono discretos con división por octavas para proporcionar plena polifonía. El efecto de chorus incorporado utiliza BBD (bucket-brigade devices: dispositivos de brigada de balde) controlado por dos LFO (osciladores de baja frecuencia) para crear el característico vibrato.

## Usuarios famosos
El ensamble de cuerdas ARP se ha utilizado ampliamente por músicos de rock, jazz y disco en los años setenta:
- Herbie Hancock
- Elton John utilizó un ensamble ARP en su exitosa canción «Someone saved my life tonight» (‘anoche alguien me salvó la vida’).
- The Rolling Stones en su hit «Fool to cry»
- el ex-Beatle George Harrison en su canción «You» (de 1975)
- The Bee Gees en su éxito ««Nights on Broadway» (1975)
- Stevie Wonder interpretó la famosa línea de cuerdas en la balada «I'm in you» (‘Estoy en ti’), de Peter Frampton (en 1977)
- Pink Floyd
- The Cure
- Gorillaz
- Joy Division
- Neil Young con Crazy Horse
- George Clinton
- Eumir Deodato.
- The Buggles en «Video killed the radio star»
- Rick James lo utilizó en su canción «Mary Jane».
- Kim Wilde y Ricky Wilde
- The Chameleons
- Air (banda francesa).
- Charly García (Buenos Aires, 1951) en su último año con Sui Generis (1975) y en su etapa con la Máquina de Hacer Pájaros (1976-1977).
- Raúl Porchetto (Argentina, 1949) en su etapa progeresiva (1976-1979)